# Бернар III (граф Отёна)
Бернар III (фр. Bernard III; убит в 872) — граф Отёна с 868 года, сын графа Отёна Хильдебранд III и Дунны.

## Биография
Главная проблема, связанная с биографией Бернара — в 860-е — 880-е года было много представителей знати (11 человек), носивших имя Бернар. И не всегда можно понять, к кому относятся те или иные сведения. Иногда его путают с Бернаром Телёнком, графом Тулузы.
В 868 году король Аквитании Людовик Заика, сын короля Западно-Франкского королевства Карла II Лысого, назначил Бернара графом Отёна. По другой версии это произошло после смерти Эда I де Труа в 871 году, который упоминается в 867 году как граф Отёна. 
Правил Бернар недолго, уже в 872 году он был убит Бернаром Плантвелю, который пытался вернуть себе отобранный у него Отён, но цели своей не добился, так как Отён был передан Экхарду, графу Шалона и Макона, брату Бернара III.